# Lissochelifer
Genre
Synonymes
- Lophochelifer Beier, 1940

Lissochelifer est un genre de pseudoscorpions de la famille des Cheliferidae.

## Distribution
Les espèces de ce genre se rencontrent en Asie du Sud, en Asie du Sud-Est, en Océanie et en Afrique de l'Est.

## Liste des espèces
Selon Pseudoscorpions of the World (version 3.0) :
- Lissochelifer depressoides (Beier, 1967)
- Lissochelifer depressus (C. L. Koch, 1843)
- Lissochelifer gibbosounguiculatus (Beier, 1951)
- Lissochelifer gracilipes (Mahnert, 1988)
- Lissochelifer hygricus (Murthy & Ananthakrishnan, 1977)
- Lissochelifer insularis (Beier, 1940)
- Lissochelifer mortensenii (With, 1906)
- Lissochelifer nairobiensis (Mahnert, 1988)
- Lissochelifer novaeguineae (Beier, 1965)
- Lissochelifer philippinus (Beier, 1937)
- Lissochelifer strandi (Ellingsen, 1907)
- Lissochelifer superbus (With, 1906)
- Lissochelifer tonkinensis (Beier, 1951)

## Publication originale
- Chamberlin, 1932 : A synoptic revision of the generic classification of the chelonethid family Cheliferidae Simon (Arachnida) (continued). Canadian Entomologist, vol. 64, p. 17-21 & 35-39.